# Saabit Hadžić
Saabit Hadžić, né le 7 août 1957 à Sarajevo (république socialiste de Bosnie-Herzégovine) et mort le 3 mars 2018 à Antalya (Turquie), est un joueur yougoslave puis bosnien de basket-ball, évoluant au poste de meneur. Il est devenu entraîneur.

## Carrière

### Palmarès
- Médaille de bronze aux Jeux olympiques 1984